# Pterolophia dorsivaria
Pterolophia dorsivaria är en skalbaggsart som först beskrevs av Leon Fairmaire 1850.  Pterolophia dorsivaria ingår i släktet Pterolophia och familjen långhorningar.
Artens utbredningsområde är Tonga. Inga underarter finns listade i Catalogue of Life.